# Треллеборг
Треллеборг (швед. Trelleborg) — місто у Швеції, на березі Балтійського моря, центр однойменної комуни. Найпівденніше місто Швеції. 
В Треллеборзі знаходиться головний офіс компанії «Trelleborg AB», що виготовляє гумові вироби. Треллеборзький порт — один з найбільших у Швеції. Через місто проходять європейські автомобільні маршрути E22 і E06. 

## Історія
Перша письмова згадка про Треллеборг датується 1257 роком. 1260 року король Данії Ерік IV подарував Треллеборг і Мальме королю Швеції Вальдемару I як посаг для своєї доньки Софії на їхнє весілля. Але пізніше Треллеборг, як і вся провінція Сконе, повернулась до складу Данії. 1619 року після пожежі втратив статус міста. В 1658 за Роскільським миром відійшов до Швеції. У 1840 році отримав статус торгового міста, в 1867 — статус міста.

## Спорт
Професійний футбольний клуб Треллеборг виступає у вищій шведській лізі.

## Галерея

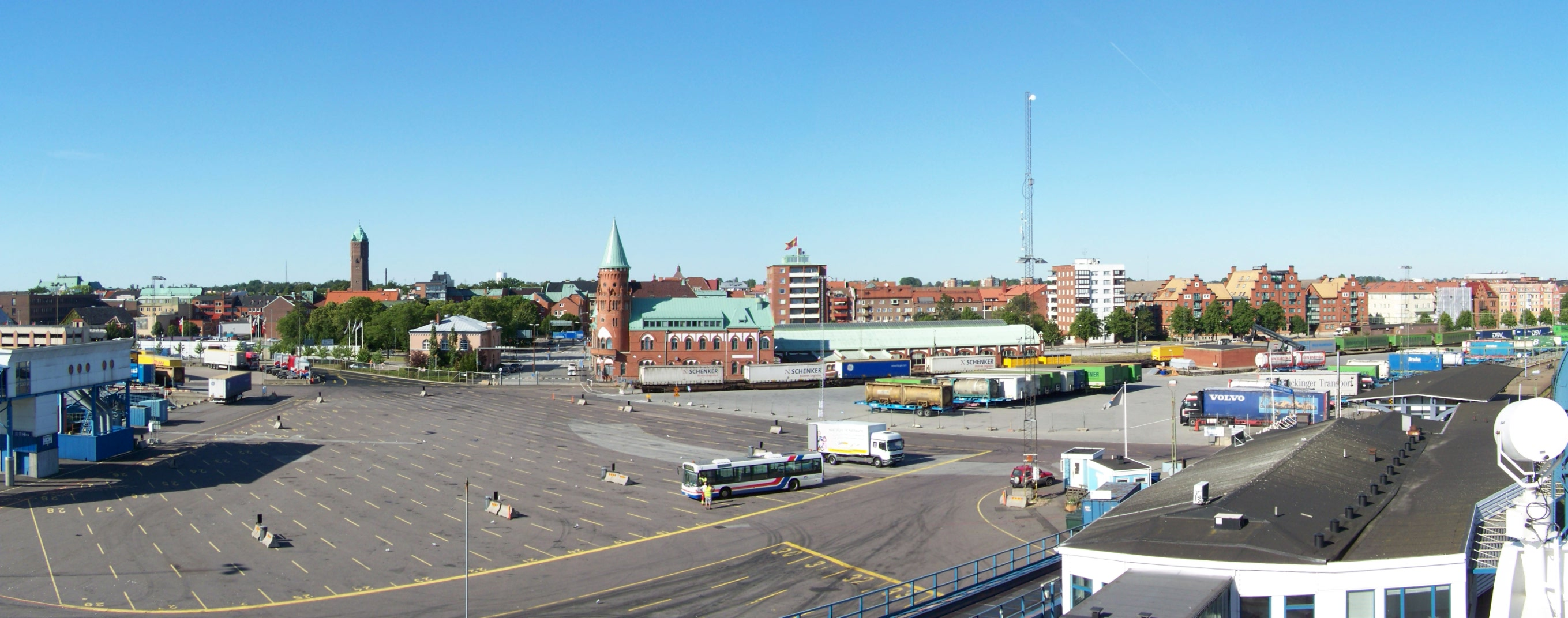
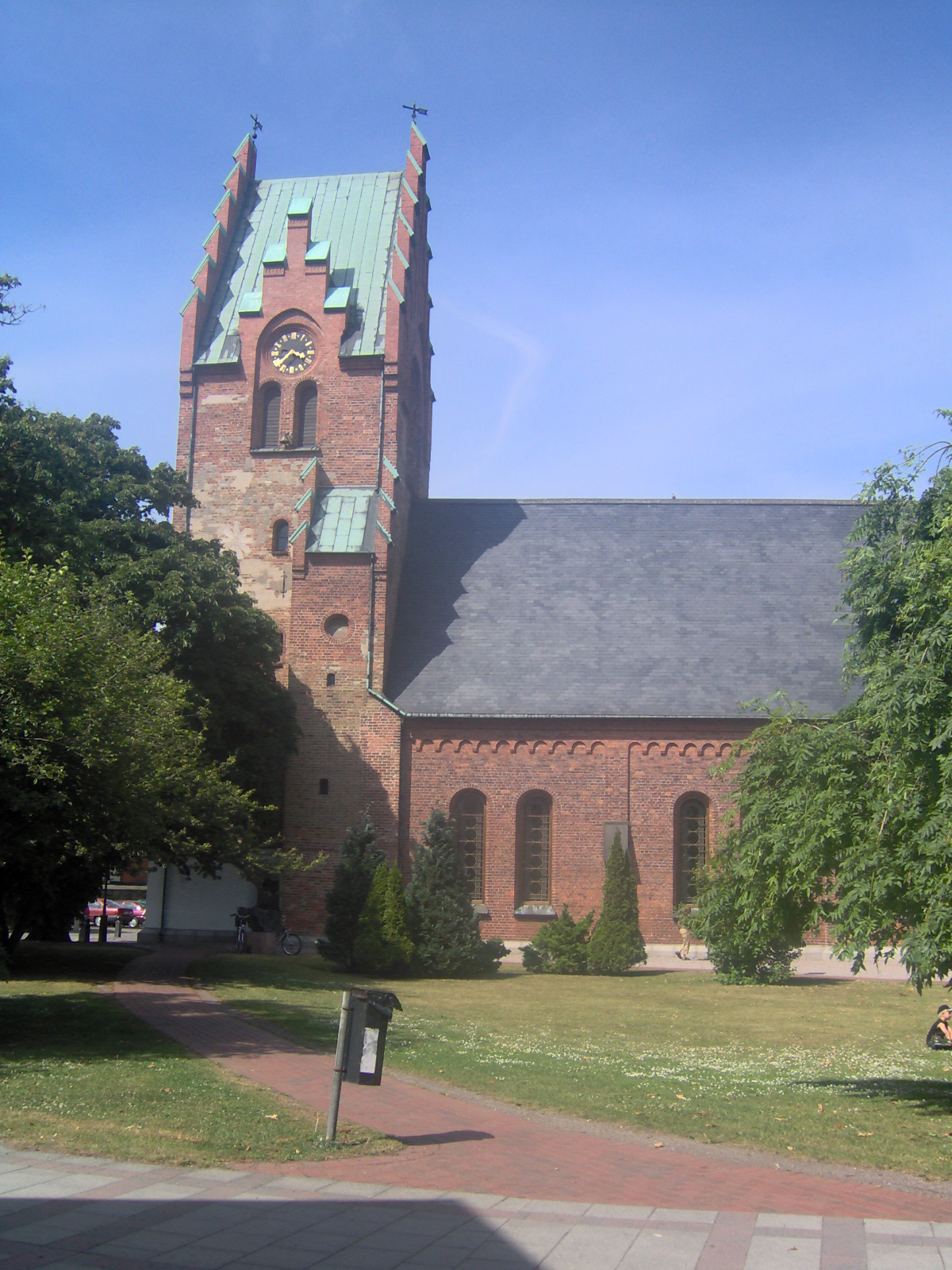
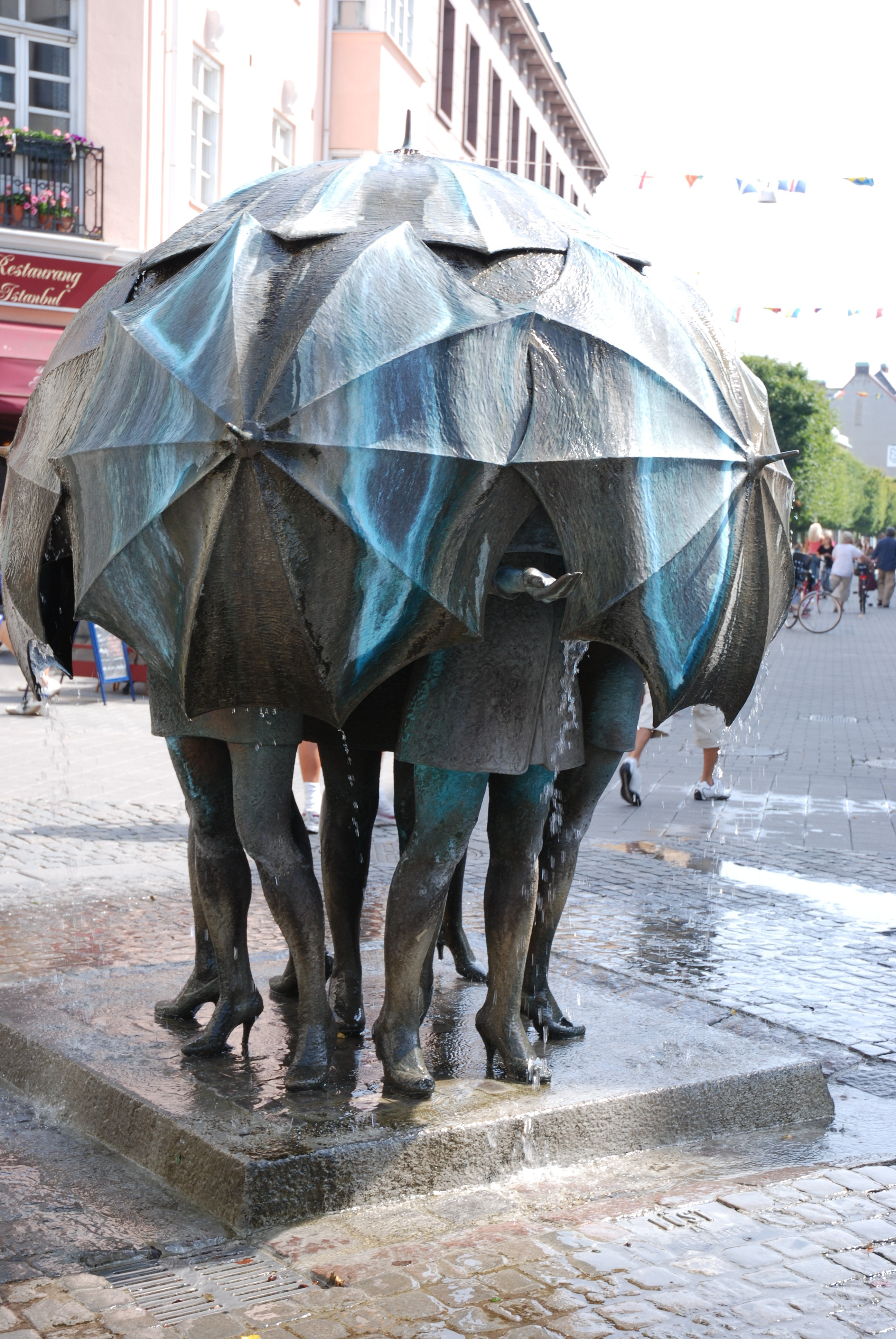

## Туризм
Головною туристичною принадою міста є церква святого Миколая, збудована архітектором Хельго Зеттерваллем в 1881–1883 рр. на місці середньовічної церкви. На території міста збереглись залишки кругової фортеці вікінгів.

## Відомі мешканці Треллеборга
- Аксель Перссон-Брамсторп — політик, прем'єр-міністр Швеції
- Андреас Ісакссон — футболіст
- Ян Мальмше — актор